# أوفربيتوا
أوفربيتوا Overbetuwe  هي مدينة وبلدية بمقاطعة خيلدرلند، هولندا.

## طوبوغرافيا
خريطة طوبوغرافية هولندية لبلدية أوفربيتوا، يونيو 2015، (تقرأ بعد ثلاث نقرات على الخريطة).

## معرض صور

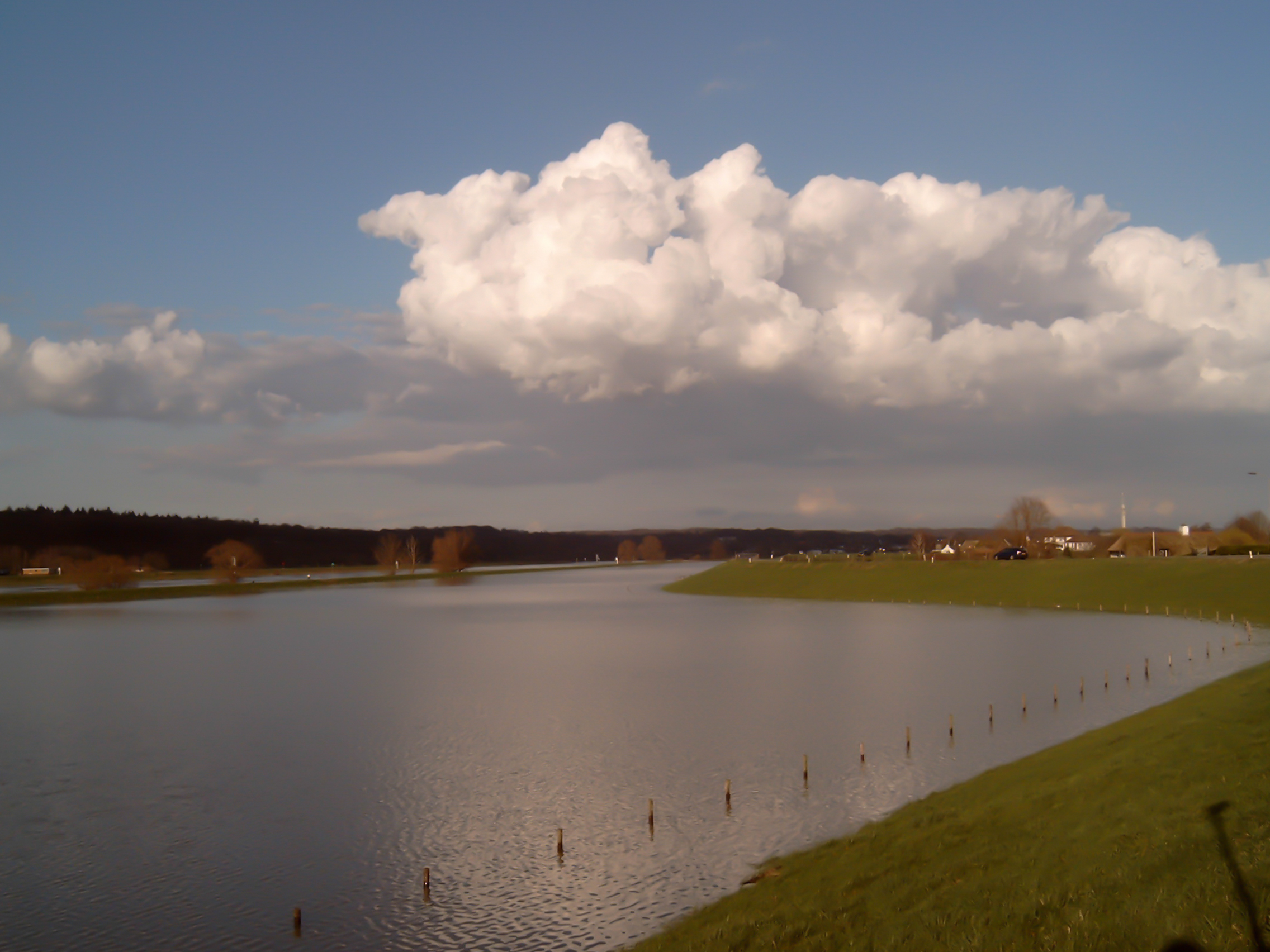
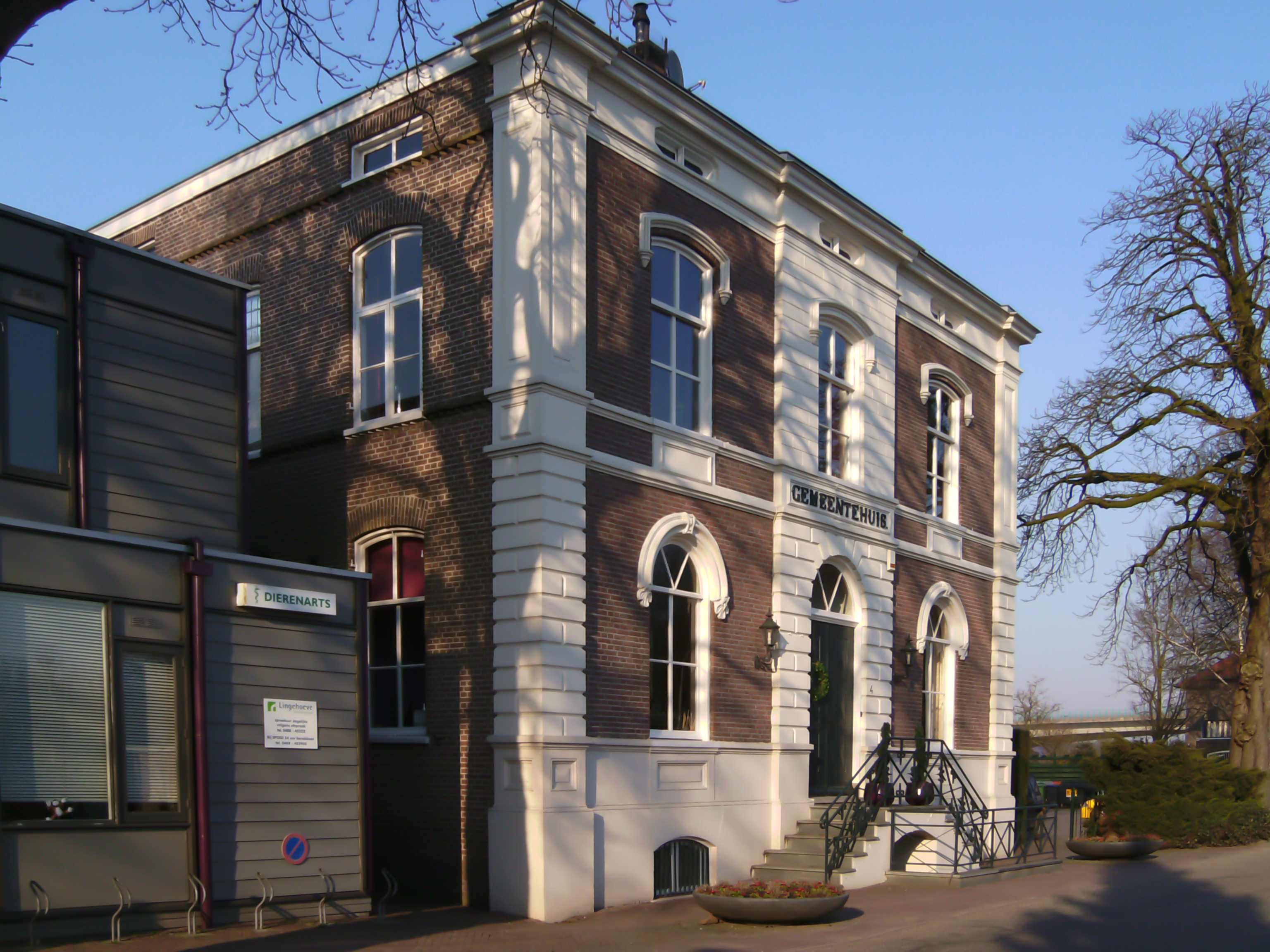
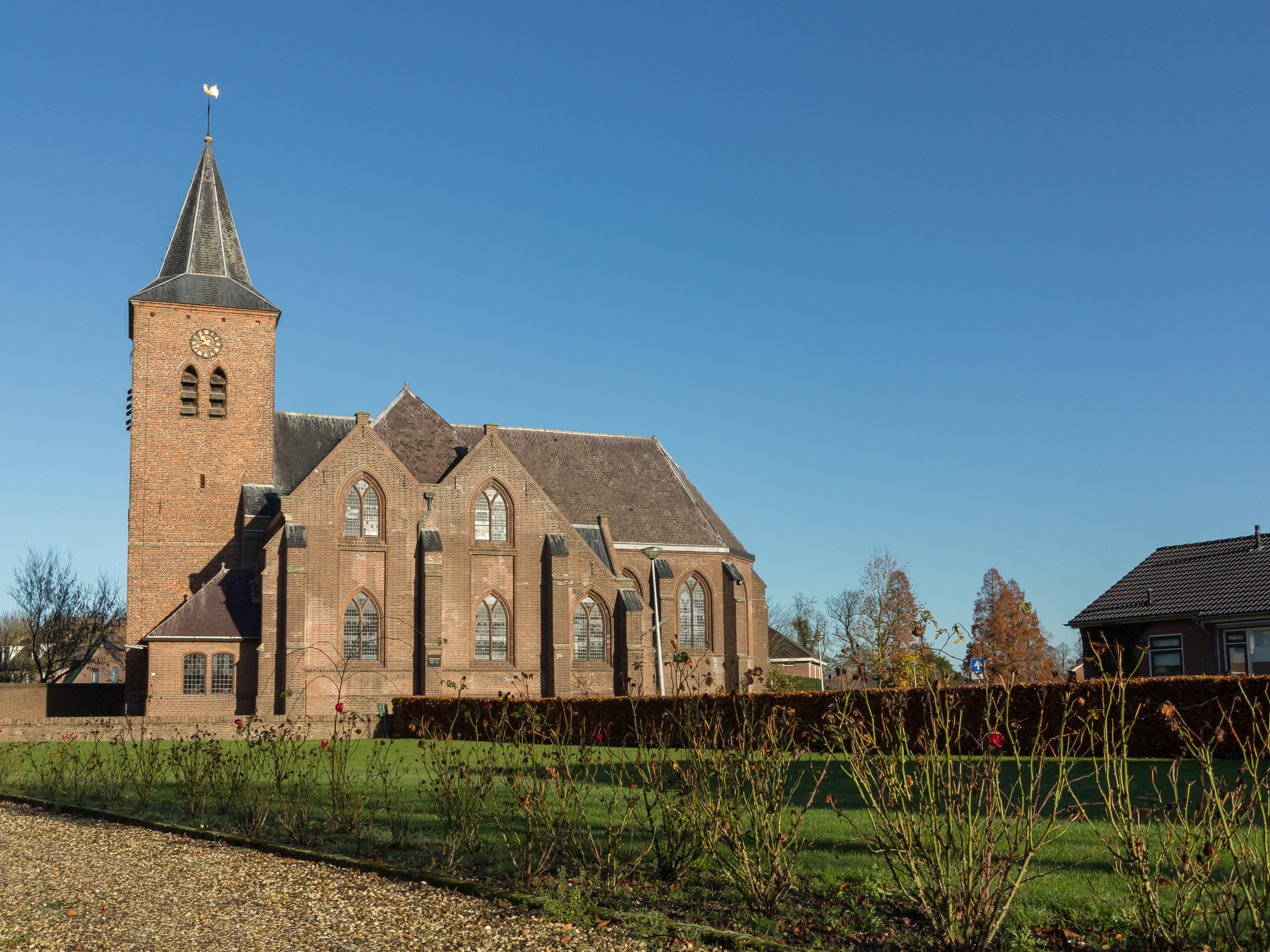
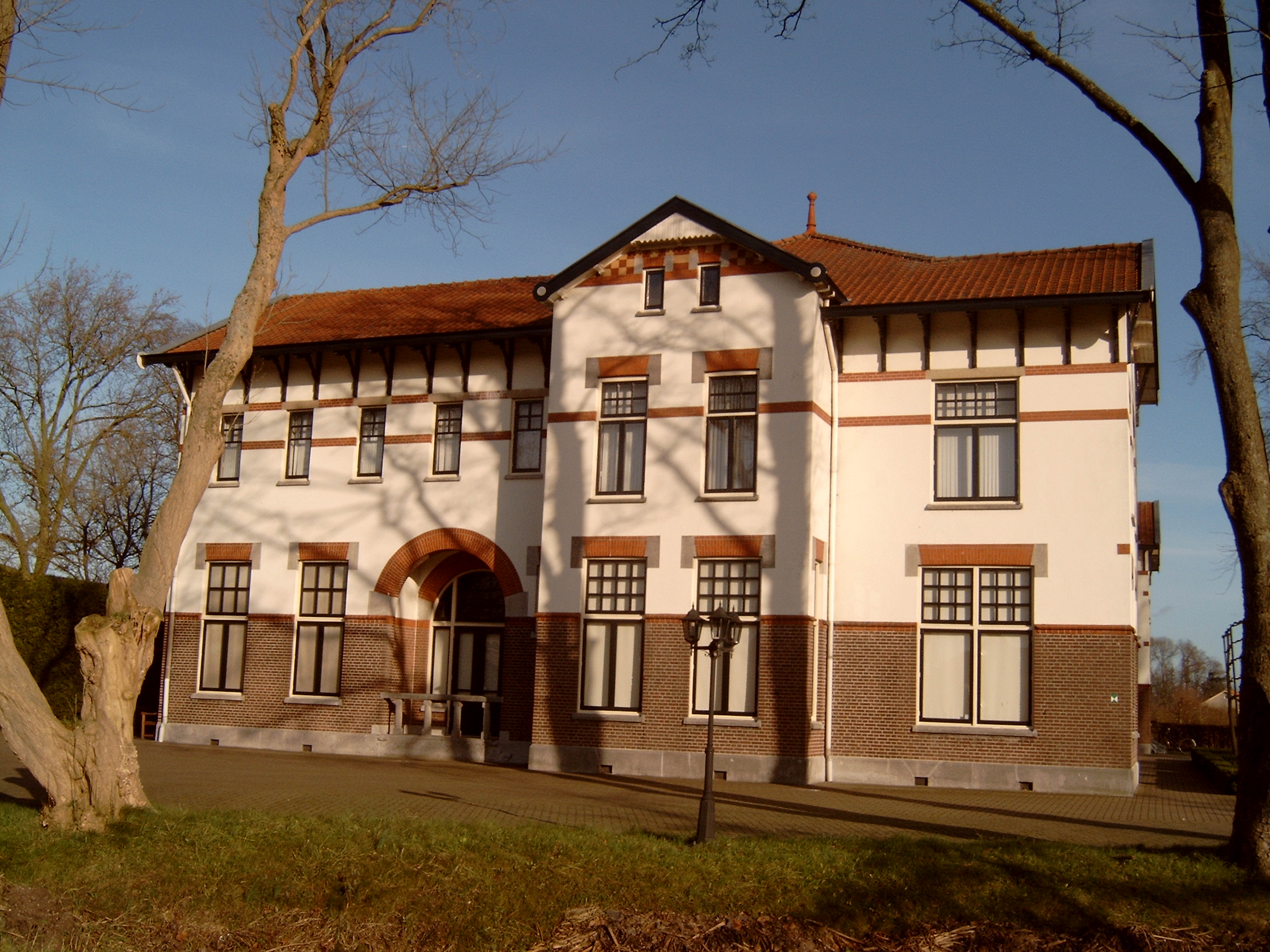
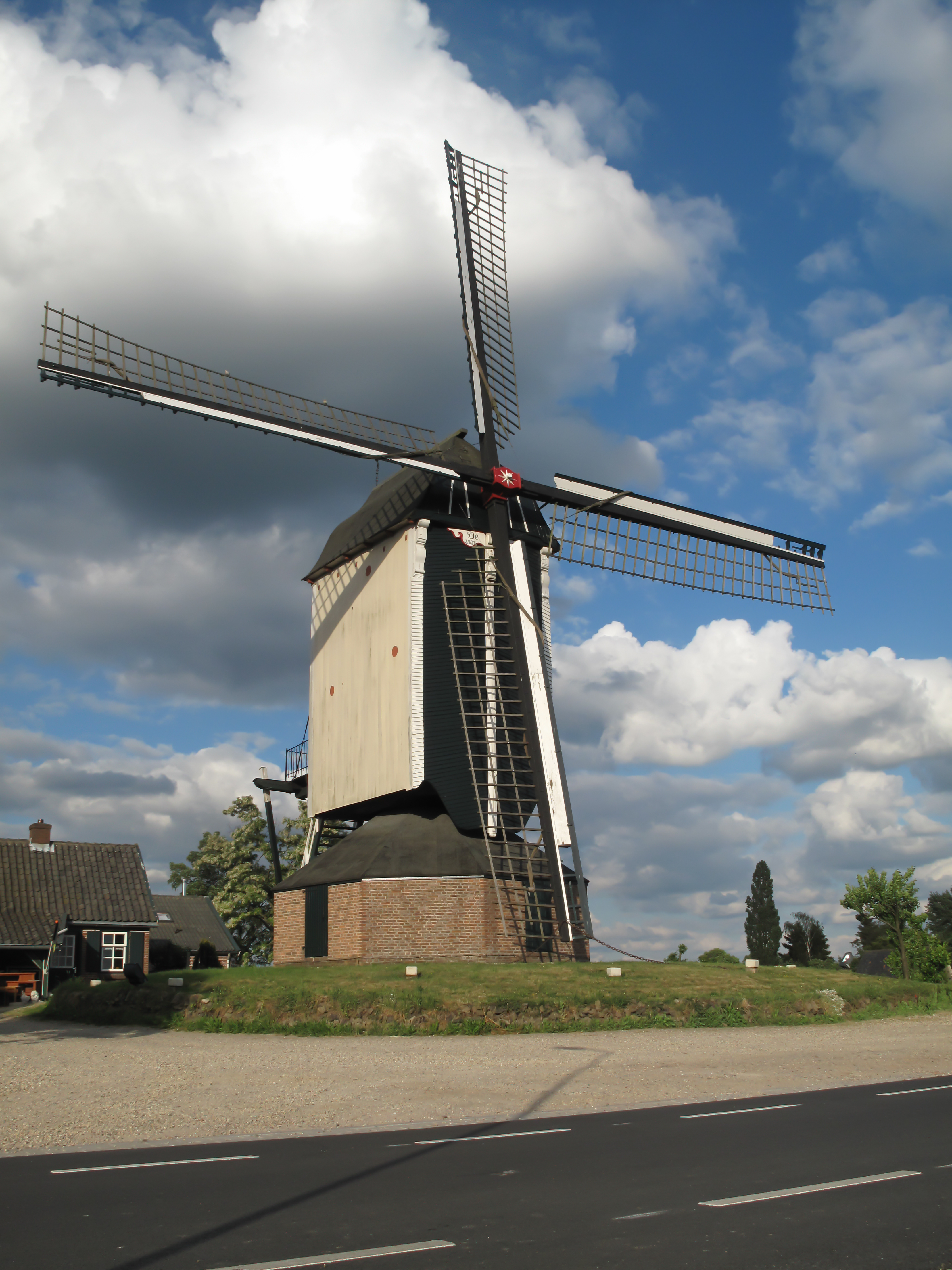

## توأمة
لأوفربيتوا اتفاقيات توأمة مع كل من:
- تسولبيش
- أوزينغن